# Cephalophus jentinki
O cabrito-de-jentink ou Cephalophus jentinki é um pequeno antílope restrito ao sul da Libéria, sudoeste da Costa do Marfim e em enclaves espalhados na Serra Leoa.